# Route 301 (Québec)
Pour les articles homonymes, voir Route 301.
La route 301 (R-301) est une route régionale québécoise d'orientation nord / sud située sur la rive nord du fleuve Saint-Laurent. Elle dessert la région administrative de l'Outaouais.

## Tracé
La route 301 débute à la frontière avec l'Ontario sur un pont enjambant la rivière des Outaouais à Portage-du-Fort. Elle forme un multiplex avec la route 148 jusqu'à Campbell's Bay et se dirige vers le nord-est pour atteindre la route 105 à Kazabazua après avoir traversé quelques petits villages. Elle sert principalement à relier ces deux municipalités.

## Frontière interprovinciale
À son extrémité sud, à Portage-du-Fort, la route 301 relie le Québec à la province de l'Ontario. Elle atteint la frontière au centre du dernier d'une série de trois ponts utilisés pour traverser la rivière des Outaouais et devient alors Chenaux Road, aussi désignée comme County Road 653. La route entre en Ontario dans le canton d'Horton, dans le comté de Renfrew. À partir de la frontière, il est possible d'atteindre la ville de Renfrew après un trajet de 18 km.

## Localités traversées (du sud au nord)
Liste des municipalités dont le territoire est traversé par la route 301, regroupées par municipalité régionale de comté.

### Outaouais
Pontiac
- Portage-du-Fort
- Litchfield
- Bryson
- Campbell's Bay
- Thorne
- Otter Lake
- Alleyn-et-Cawood

La Vallée-de-la-Gatineau
- Kazabazua

## Intersections majeures
| MRC                                           | Municipalité    | km    | Destinations                                 | Notes                                                                                 |
| --------------------------------------------- | --------------- | ----- | -------------------------------------------- | ------------------------------------------------------------------------------------- |
| Pontiac                                       | Portage-du-Fort | 0,00  | Route 653 sud – Chenaux                      | Continue en Ontario                                                                   |
| Pontiac                                       | Portage-du-Fort | 0,00  | Traverse la Rivière des Outaouais            |                                                                                       |
| Pontiac                                       | Portage-du-Fort | 1,50  | R-303 nord – Shawville, Portage-du-Fort      | Terminus sud de la R-303                                                              |
| Pontiac                                       | Litchfield      | 10,20 | R-148 est – Gatineau, Shawville              | Terminus sud du multiplex avec la R-148; Shawville indiqué en direction sud seulement |
| Pontiac                                       | Campbell's Bay  | 20,40 | R-148 ouest – Fort-Coulonge, Pembroke (Ont.) | Terminus nord du multiplex avec la R-148; Pembroke indiqué en direction sud seulement |
| Pontiac                                       | Thorne          | 34,90 | R-366 est – Ladysmith                        | Terminus ouest de la R-366                                                            |
| Pontiac                                       | Otter Lake      | 41,40 | R-303 sud – Ladysmith, Shawville             | Terminus nord de la R-303                                                             |
| La Vallée-de-la-Gatineau                      | Kazabazua       | 80,90 | R-105 – Maniwaki, Low, Gatineau              |                                                                                       |
| - Terminus de multiplex - Transition de route |                 |       |                                              |                                                                                       |